# Czerwona Dama z Paviland

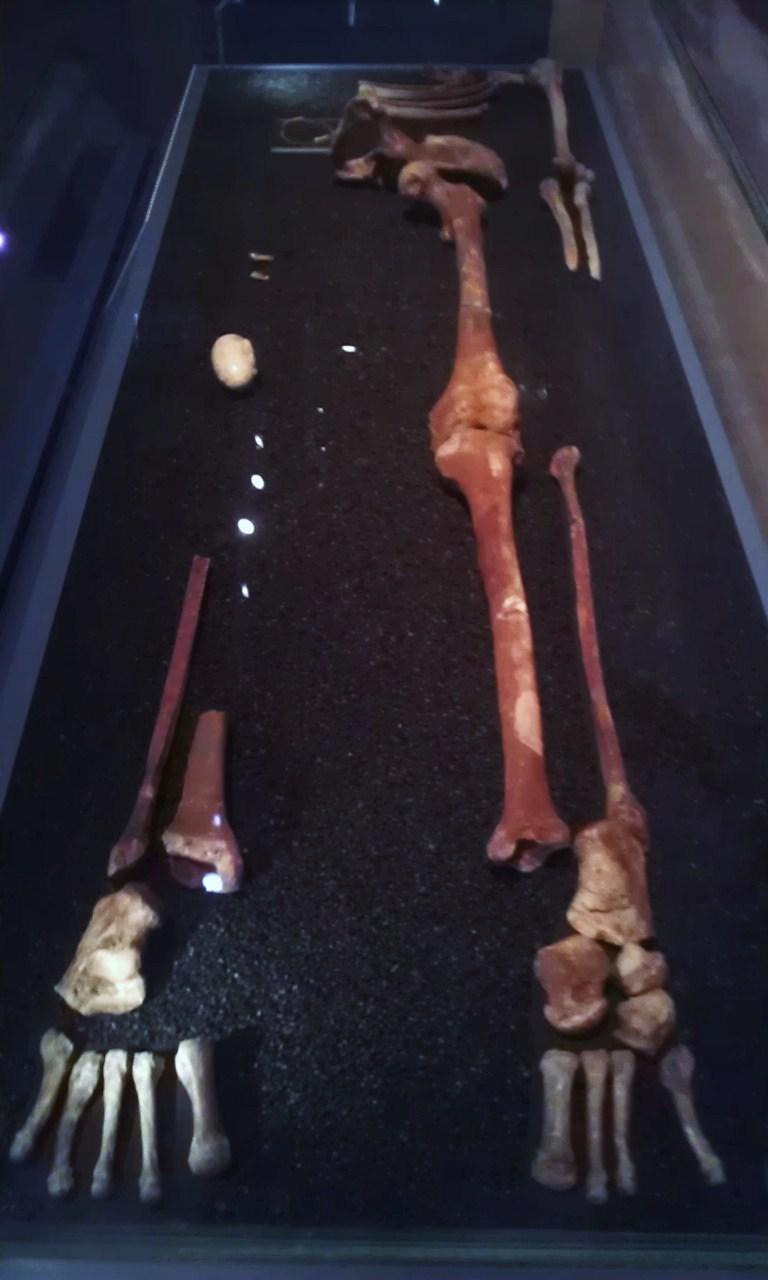
Szczątki Czerwonej Damy z Paviland

Czerwona Dama z Paviland (albo Czerwona Czarownica z Paviland), ang. Red Lady of Paviland – nazwa nadana szczątkom człowieka – niemal kompletnemu (choć pozbawionemu czaszki) szkieletowi – z okresu górnego paleolitu odkrytym w wapiennej Koziej Jaskini (Goat's Cave) w kompleksie Paviland na walijskim półwyspie Gower. Odkrycia dokonał w roku 1823 angielski paleontolog, William Buckland.
Odkrywca szkieletu błędnie zidentyfikował płeć człowieka, a także – jako kreacjonista nie dopuszczając możliwości, by ludzie istnieli na tych terenach przed legendarnym biblijnym potopem – jego wiek (przypuszczał, że szczątki pochodziły z czasów starożytnego Rzymu). Fakt, że szkielet pokryty był czerwonym barwnikiem (ochrą) i ozdobiony pierścieniami oraz naszyjnikami z muszelek i kości, doprowadził odkrywcę do wniosku, że odnalazł szczątki rzymskiej prostytutki lub czarownicy, co w rezultacie stało się podstawą nadania jej nazwy najpierw „Czerwonej Czarownicy” (Red Witch), a potem brzmiącej bez pejoratywnego wydźwięku „Czerwonej Damy”.
Współczesne badania nie potwierdziły wniosków Bucklanda: „Czerwona Dama” okazała się – tak jak pierwotnie zidentyfikowano –  mężczyzną, młodym (nie więcej niż 21-letnim), żyjącym ok. 29 tys. lat temu. Znalezisko to jest najstarszym ceremonialnym pochówkiem w Europie (przypuszczalnie zmarły był wysoko postawioną postacią w plemiennej hierarchii), a zarazem najstarszym znaleziskiem Homo sapiens.
Podjęte na początku XXI wieku badania najnowszymi technikami pozwoliły potwierdzić hipotezę, że jadłospis zmarłego człowieka był bardziej urozmaicony, niż żyjących współcześnie z nim w Europie neandertalczyków; ok. 10-20% białka, które spożywał, pochodziło z ryb i owoców morza, a pozostała część – z mięsa zwierząt lądowych, gdy tymczasem u neandertalczyków 100% białka pochodziło z mięsa. Rezultat ten wskazuje na większe możliwości przystosowawcze człowieka niż neandertalczyka, co mogło mieć kluczowe znaczenie w przeżywalności obu gatunków w trudnych warunkach ostatniego zlodowacenia (zwanego w polskiej nomenklaturze zlodowaceniem północnopolskim).
W czasach, kiedy ekipa Bucklanda odnalazła szkielet, Walia nie miała własnego muzeum, w którym można by go było umieścić, więc trafił do muzeum w Oxfordzie. Dopiero po niemal dwustu latach od odnalezienia, wskutek akcji medialnej,  Walijczykom udało się w grudniu 2007 wypożyczyć na rok szkielet do muzeum w Cardiff. Poszukiwania prowadzone przez XIX i XX wiek w rejonie znaleziska Czerwonej Damy dostarczyły archeologom dalszych czterech tysięcy fragmentów krzemieni, kości i innych podobnych artefaktów obecnie wystawianych w muzeach w pobliskim Swansea i Cardiff.